# Vallclara
Vallclara ist eine Gemeinde (Municipio) mit 89 Einwohnern (Stand: 2024) im Südosten Kataloniens in Spanien. Die Gemeinde gehört zur Comarca Conca de Barberà. 

## Lage
Vallclara liegt 40 Kilometer nordnordwestlich von Tarragona in einer durchschnittlichen Höhe von ca. 625 m. 

## Bevölkerungsentwicklung
| Jahr      | 1970 | 1981 | 1991 | 2001 | 2011 | 2021 |
| Einwohner | 129  | 80   | 100  | 111  | 125  | 91   |

## Sehenswürdigkeiten

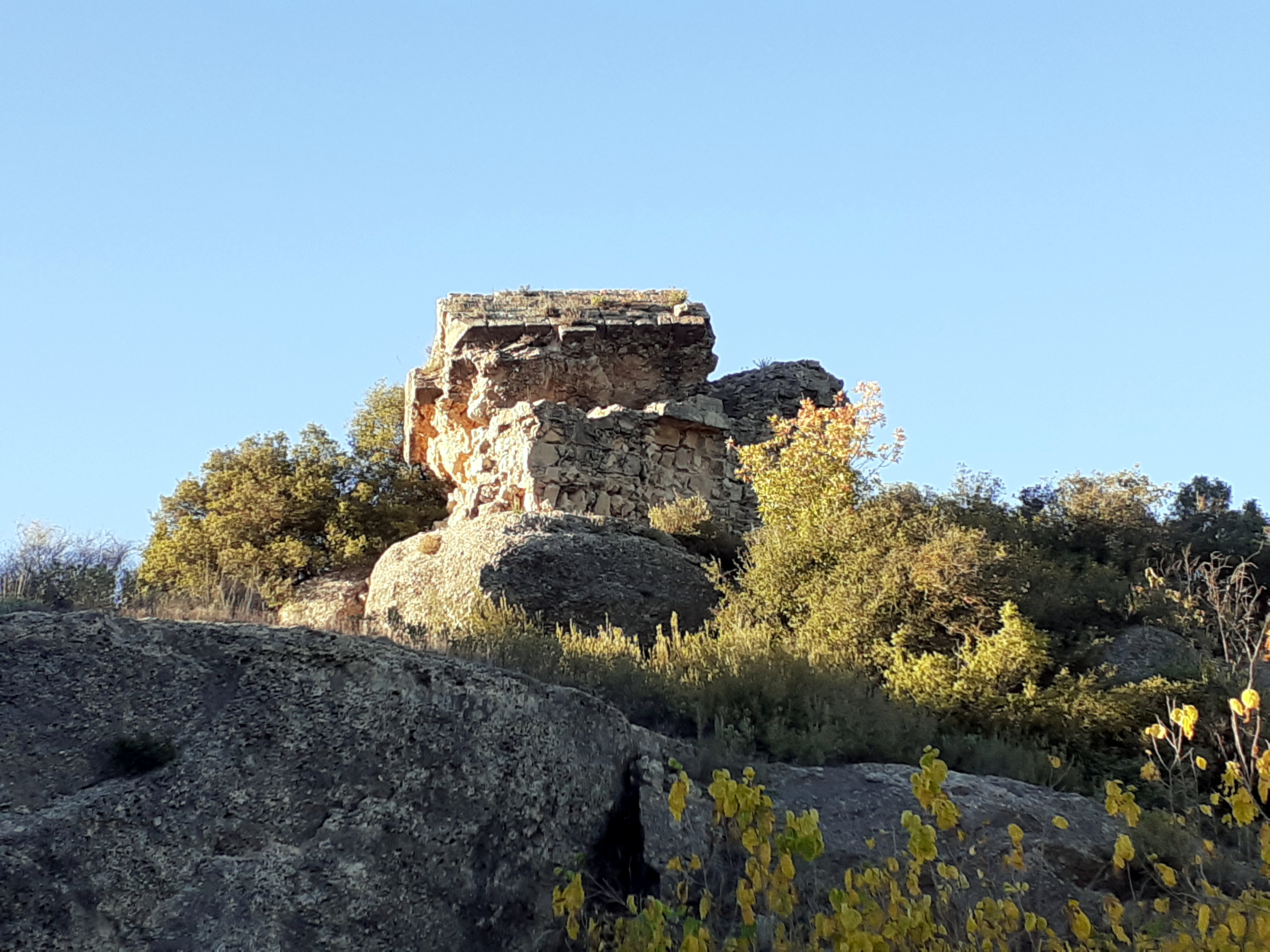
Reste der Burganlage
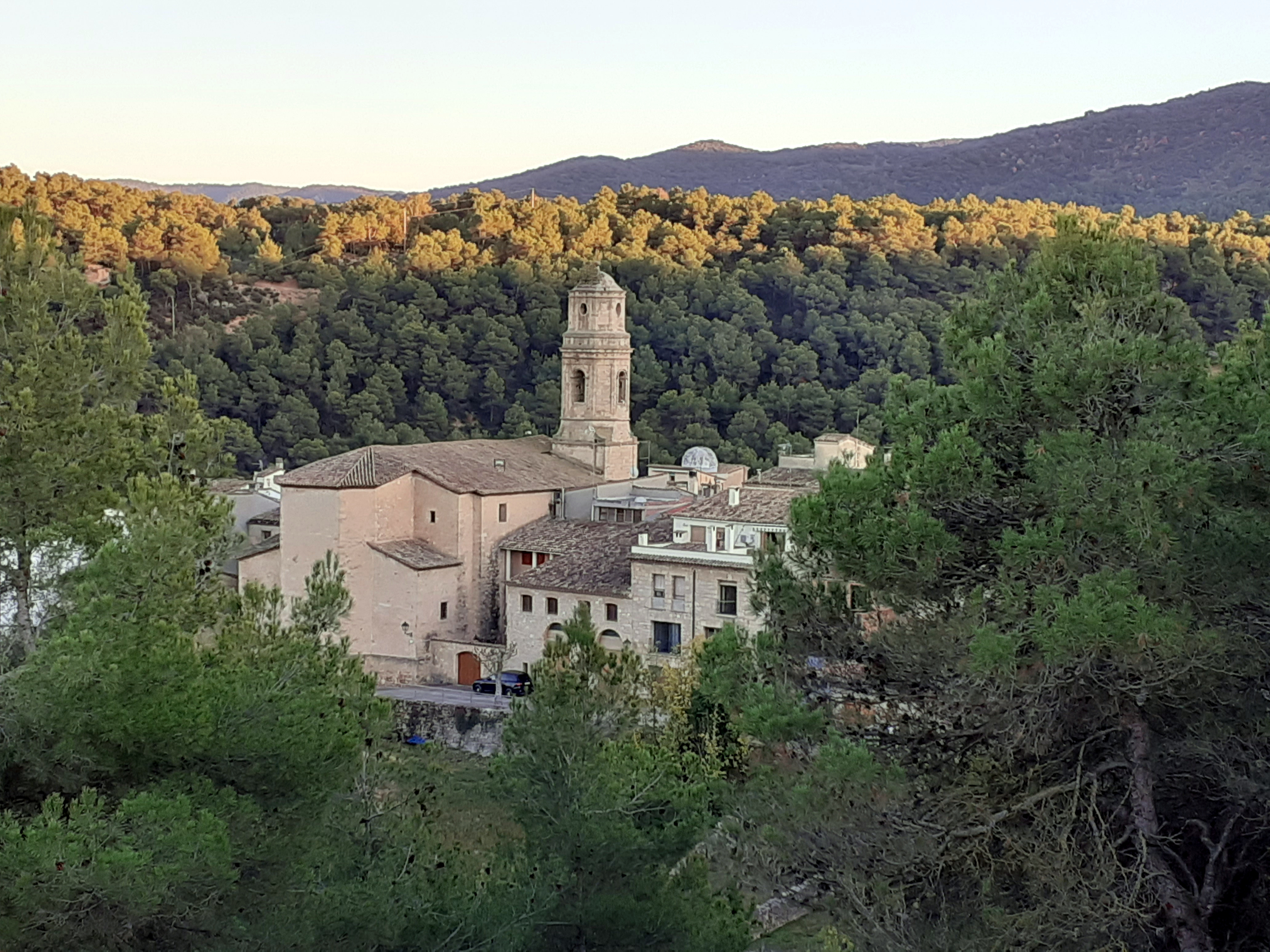
Johannes-der-Täufer-Kirche
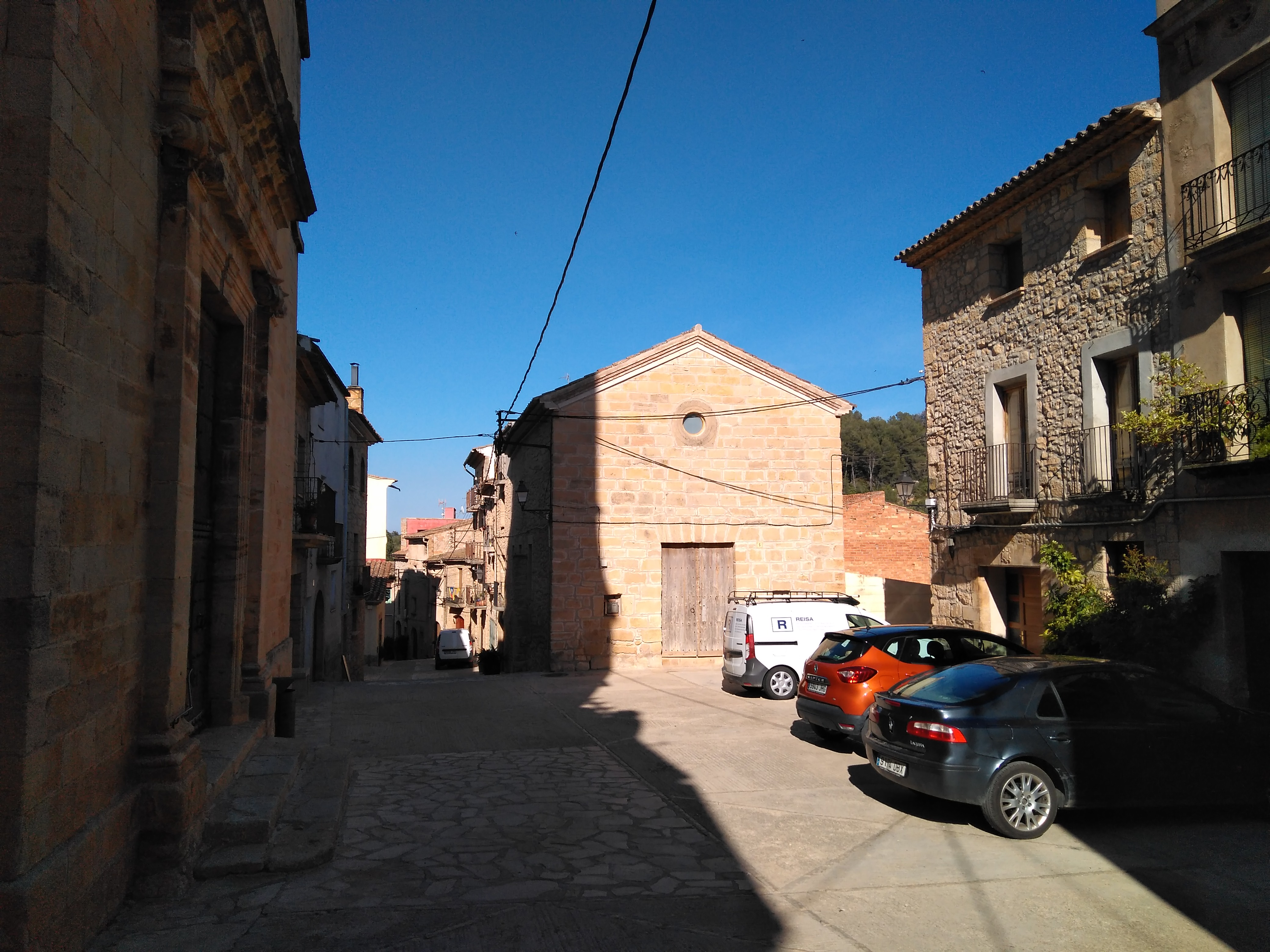
Antoniuskapelle
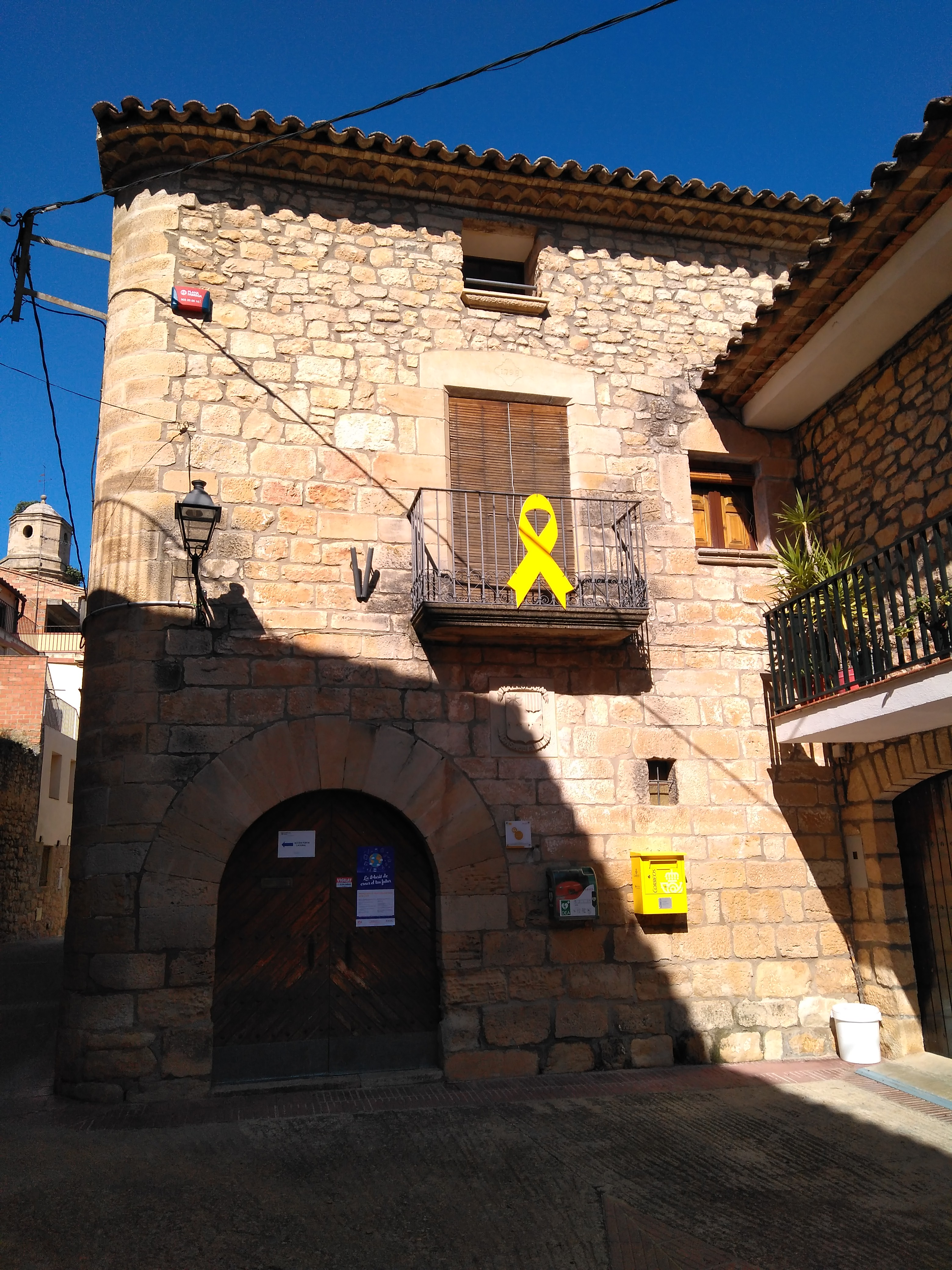
Rathaus

- Reste der Burganlage
- Johannes-der-Täufer-Kirche
- Antoniuskapelle
- Rathaus